# Modern Day Delilah (singel Vana Stephensona)
Modern Day Delilah – piosenka rockowa Vana Stephensona, wydana w 1984 roku jako singel promujący album Righteous Anger.

## Treść
Podmiot liryczny śpiewa o kobiecie, której negatywne cechy charakteru ujawnia. Czyni to poprzez porównanie do biblijnej Dalili. Podmiot liryczny ostrzega słuchaczy, że kobieta, kiedy już odkryje słabość mężczyzny, wbije mu w serce swoje „nożyczki”.

## Wydanie
Do piosenki zrealizowano teledysk, przedstawiający Vana Stephensona odwiedzającego salon piękności „Delilah's”. Intensywna promocja piosenki przyczyniła się do jej sukcesu komercyjnego; utwór zajął 22. miejsce na liście Hot 100 oraz dziewiąte na Mainstream Rock Tracks, stając się najwyżej notowanym dziełem Stephensona.
Piosenka została ponadto wydana na singlu przez MCA Records. Singel wydano w Stanach Zjednoczonych, Kanadzie, Australii i Wielkiej Brytanii. Stronę B stanowił utwór „Don't Do That”.

## Wykonawcy
- Van Stephenson – wokal
- Dann Huff – gitara
- Dennis Belfield – gitara basowa
- Alan Pasqua – instrumenty klawiszowe
- Mike Baird – perkusja[7]